# Zgrada starog vodovoda u Splitu
Zgrada starog vodovoda u Splitu, Hrvatska, na adresi Domovinskog rata 9.

## Opis
Sagrađena je 1879. godine. Arhitekt je G. Antonelli. Zgrada uz spremnik vode iz vremena obnove Dioklecijanova vodovoda. Nacrti Antonellijeva projekta se čuvaju u Arhivu Konzervatorskog odjela u Splitu. Nalazi se u neposrednoj blizini arheološkog lokaliteta Ad basilicas pictas. Neostilska kamena građevina klasicističkog sloga završava ravnom terasom s kamenom ogradom koja je na glavnom pročelju ukrašena skulpturama; u sredini je medaljon s reljefnim prikazom cara Dioklecijana. Skulpture su, vjerojatno, rad venecijanskog kipara Luigia Cecconea koji je i autor porušene Monumentalne fontane na splitskoj Rivi.

## Zaštita
Pod oznakom Z-5626 zavedena je kao nepokretno kulturno dobro - pojedinačno, pravna statusa zaštićena kulturnog dobra, klasificiranog kao profana graditeljska baština.